# Peter Doig

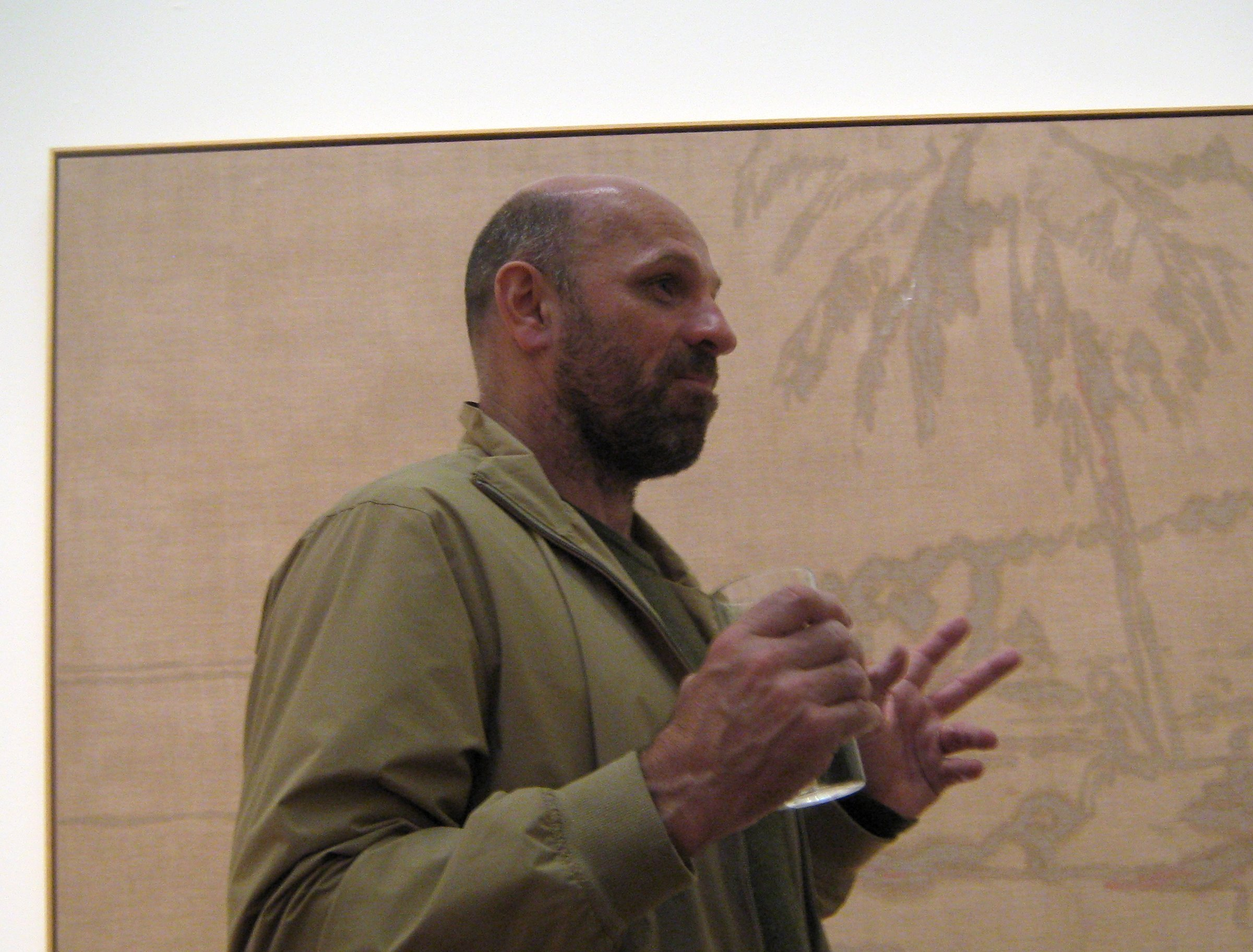
Peter Doig

Peter Doig (/ dɔɪɡ / Doig nascut el 17 d'abril de 1959) és un pintor escocès. És un dels pintors més importants de l'actualitat del paisatge. Des de 2002 ha viscut a Trinitat. El 2007, la seva pintura White Canoe va vendre a Sotheby per $ 11,3 milions, després d'un rècord de subhasta per a un artista europeu viu. Al febrer de 2013, la seva pintura, "la casa de l'arquitecte en el Barranc" va vendre 12 milions de dòlars en una subhasta a Londres.

## Joventut
Peter Doig va néixer a Edimburg. El 1962 es va traslladar amb la família a Trinitat i Tobago, on el seu pare treballava amb una companyia de transport i el comerç, i després el 1966 a Canadà. Després es va mudar a Londres el 1979 per estudiar Belles Arts a l'Escola d'Art de Wimbledon, l'Escola d'Art de Saint Martin (on es va fer amic d'artista Billy Childish) i l'Escola d'Art de Chelsea, on va rebre un mestratge. A mitjans de la dècada de 1980, va viure i va treballar a Mont-real.
Doig va ser convidat a tornar a Trinitat en 2000, per fixar la seva residència d'un artista amb el seu amic i també pintor Chris Ofili. En 2002, Doig es va moure de nou a l'illa, on es va instal·lar un estudi en el centre del Carib d'Art Contemporani prop de Port d'Espanya. També es va convertir en professor a l'Acadèmia de Belles Arts de Düsseldorf, Alemanya.

## La pràctica artística
Moltes de les pintures de Doig són paisatges, una mica abstractes, amb un número que es remunta a les escenes a la neu de la seva infància al Canadà. Ell dibuixa la inspiració per a la seva obra figurativa a partir de fotografies, retalls de diaris, escenes de pel·lícules, caràtules d'àlbums, el treball d'artistes anteriors com Edvard Munch. Els seus paisatges són capes formal i conceptualment, i es basen en artistes històrics variats, incloent Munch, Claude Monet, Friedrich i Klimt. Si bé les seves obres es basen sovint en les fotografies que es troben (i de vegades de la seva pròpia) ells no estan pintats en un estil fotorealista. Doig utilitza les fotografies només per referència.